# جوناثان ريتشموند
جوناثان ريتشموند (بالإنجليزية: Jonathan Richmond)‏ هو سياسي أمريكي، ولد في 31 يوليو 1774، وتوفي في 28 يوليو 1853. انتخب عضو مجلس النواب الأمريكي.